# Albertville (Alabama)
 Denne artikel omhandler byen Albertville (Alabama). Der er også andre byer med dette navn, se Albertville (flertydig).
Albertville er en by i den nordøstlige del af staten Alabama i USA. Byen har 22.386 (2020) indbyggere og er den største by i det amerikanske county Marshall County. Byen blev grundlagt den 18. februar 1891 .